# Бергамо
Бе́рга́мо (итал. Bergamo МФА: ['bɛrgamo]о файле, ломб. Bèrghem, лат. Bergomum) — город в итальянской области Ломбардия, административный центр одноимённой провинции. Расположен примерно на 50 км восточнее Милана по дороге на Брешиа и Венецию, в предгорьях Альп, в долине реки По. Население — 121,9 тыс. жителей.
Покровителем города почитается святой мученик Александр Бергамский, празднование 26 августа.

## Расположение
Старый город (итал. Città Alta, букв. «Верхний город») лежит на высоте 380 метров над уровнем моря на холме, являющемся отрогом Альп, плавно переходящем в плодородную долину реки По. Он соединён фуникулёром с новым городом, который вместе с пригородами простирается вокруг холма со старым городом как в долине, так и на соседних холмах. В начале XX века Павел Муратов писал:

Бергамо состоит как бы из двух отдельных городов, и если большой город внизу, на равнине, кажется не слишком привлекательным со своими индустриальными кварталами и широкими улицами, раскинувшимися на месте былой ярмарки, то прекрасен маленький старый город вверху на горе, полный тени и свежести в самое жаркое летнее утро, когда сырая прохлада винных подвалов несется навстречу сладким ароматам увивающих стены глициний. Высоко, очень высоко поднимаются в море ломбардских нив и садов колокольни церквей нижнего Бергамо, увенчанные фигурами архангелов с мечом в руке. И мимо этих церквей — Сант Алессандро, Сан Спирито, Сан Микеле, Сан Бернардино и Сан Бартоломмео — не должен пройти тот, кто знает долю участия Бергамо в итальянской живописи. 

## История
Основателями античного города Бергомум считаются кельты-ценоманы. Своё имя город получил по имени Бергимуса — бога местного населения. Основателем города считается Cidno — легендарный предок жителей Лигурии. С 49 г. до н. э. город находился под властью Рима. В лучшие годы римский город насчитывал до 10 000 обитателей. В V веке его разрушили гунны во главе с Аттилой.
В Лангобардском королевстве около 570 г. В 575 году Бергамо стал центром одного из герцогств. Войдя в состав империи Карла Великого, Бергамо стал с 776 года центром одноимённого графства, просуществовавшего до начала XII века. С XI века город превратился в коммуну в составе Ломбардской лиги.
В 1167 году жители города попытались приобрести независимость. Затем последовал двухсотлетний период борьбы между гибеллинами и гвельфами, причём город придерживался ориентации на императора[уточнить].

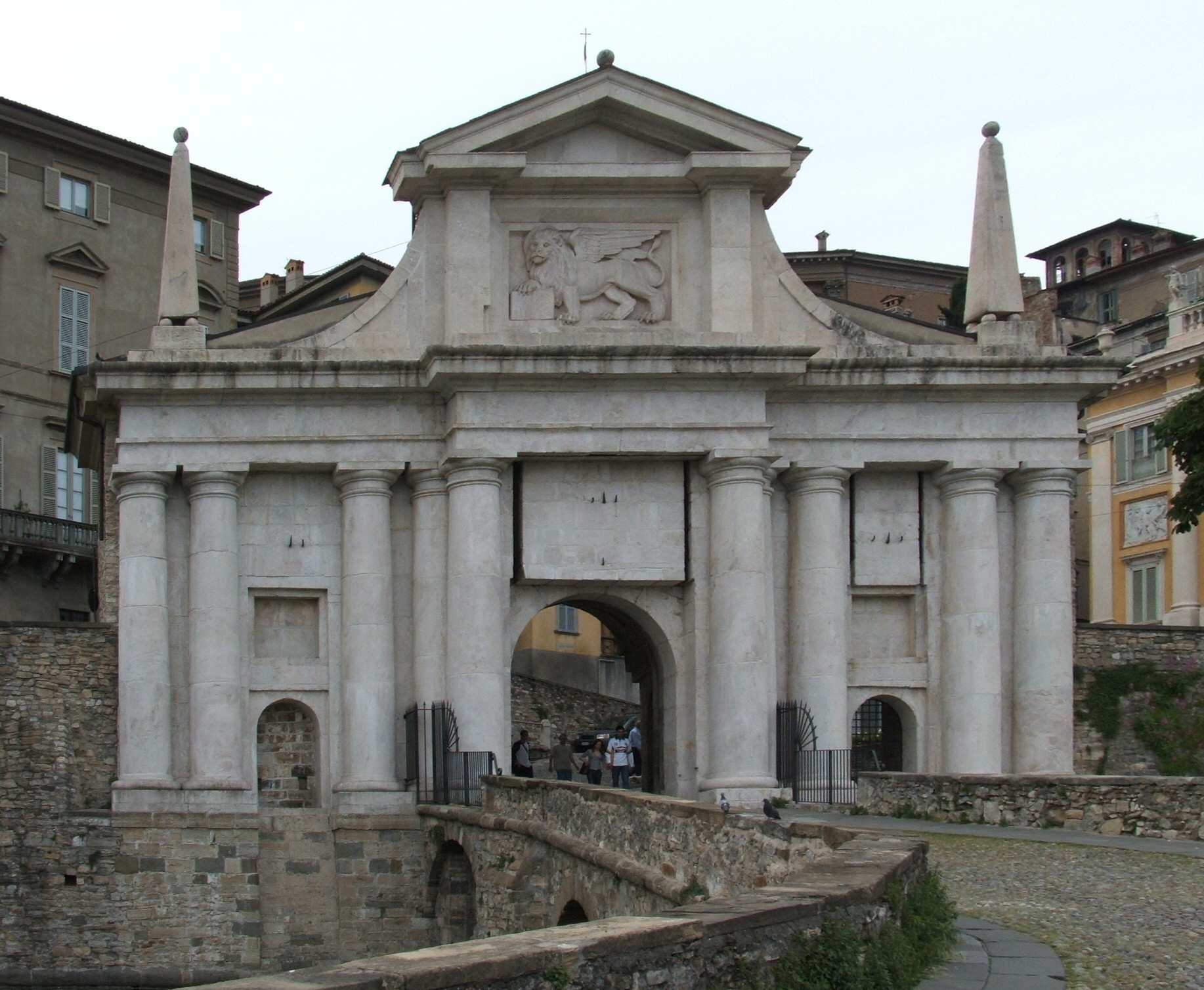
На городских воротах красуется лев Сан-Марко

С 1264 года на владение Бергамо притязали миланские Висконти, на смену которым в 1428 году пришла Венецианская республика.
Под командованием кондотьера Бартоломео Коллеони, бывшего тогда на службе у Венеции, была предотвращена в 1438 году попытка перехода города под власть Висконти. Годы венецианского владычества были годами расцвета города в сфере торговли и производства тканей, что длилось до времён Наполеона. В июле 1859 года в город с триумфом вошёл Гарибальди.
С Бергамо неразрывно связаны такие понятия, как бергамские танцы, аромат бергамота и персонаж итальянской комедии дель арте — Арлекин (он же Труффальдино).
15 марта 2020 года Бергамо стал символом эпидемии коронавируса в Италии (за первые три недели там умерло 4500 человек). 26 марта туда для оказания помощи прибыли российские военные.

## Достопримечательности старого города

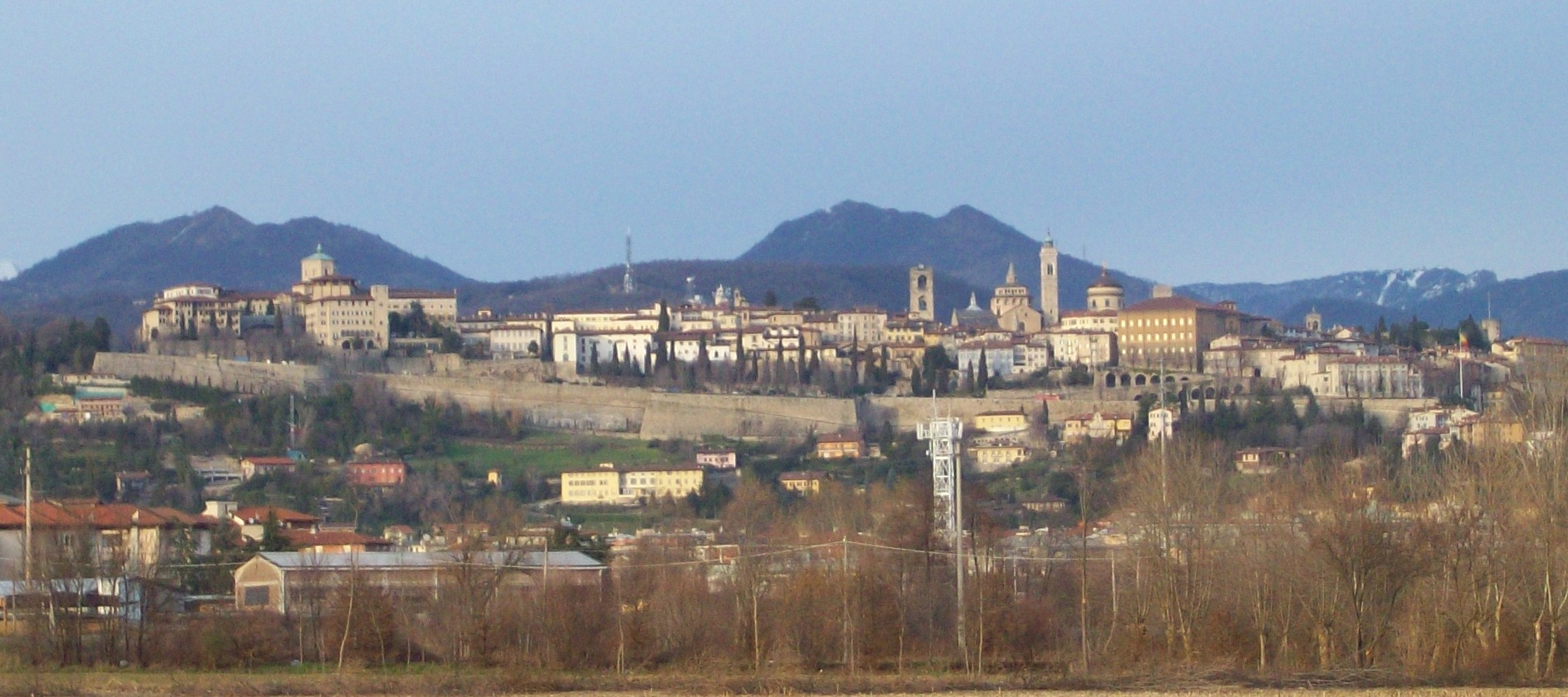
Панорама верхнего города

Побывав в городе, Ле Корбюзье назвал его «Достойным почитания Неизвестным», что подтверждается тем, что вряд ли можно найти другой такой город Ломбардии, который при столь большом количестве достопримечательностей был бы столь малоизвестен, как Бергамо.

### Piazza Vecchia (старая площадь)

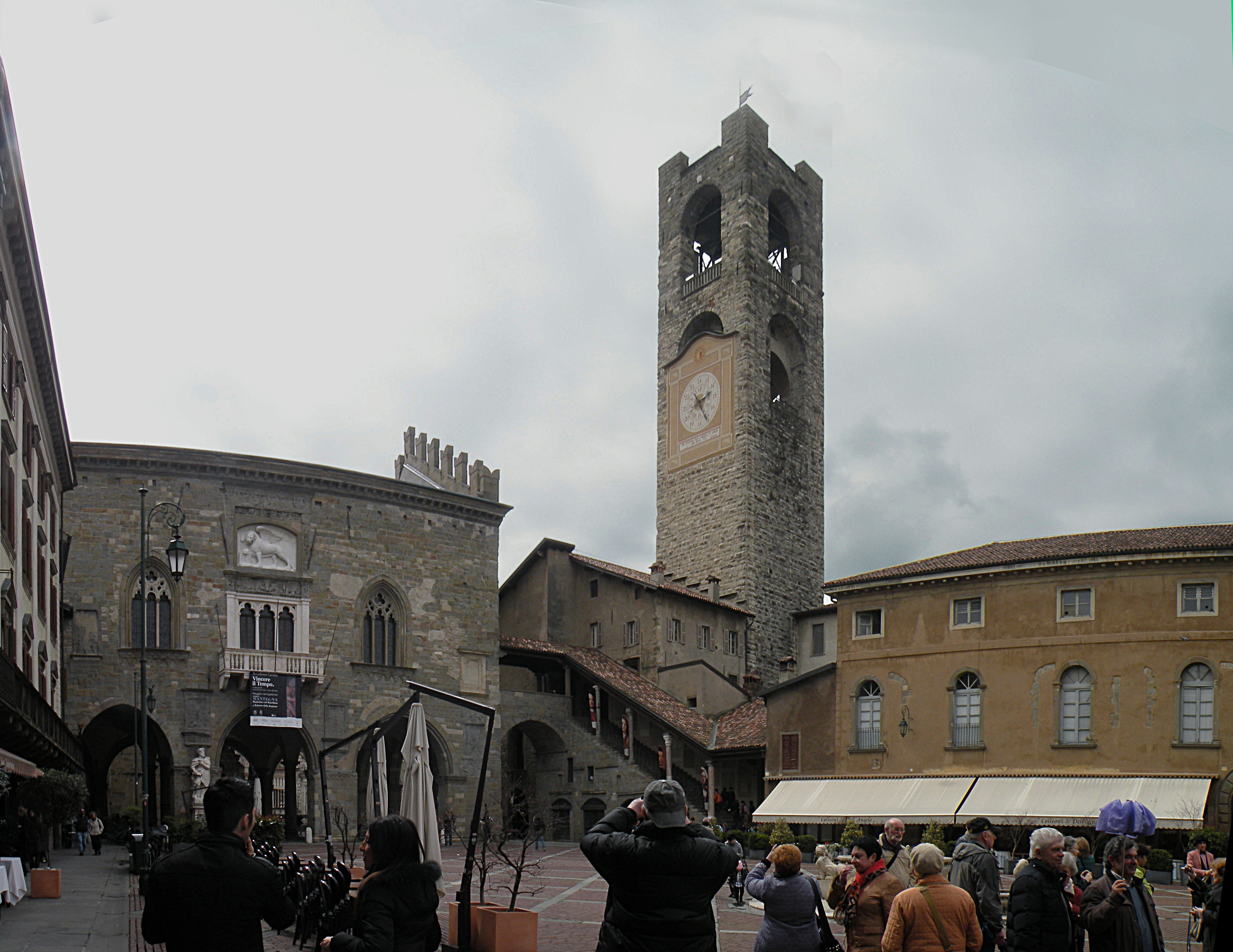
Старая площадь и Torre del Comune

Площадь образовалась в период между 1440 и 1493 годами в результате сноса старых домов для образования коммунального центра. И стала своеобразным прологом к следующей за ней площади перед собором — центру религиозной жизни города. На южной стороне площади находятся дворец и башня. На северной стороне площади стоит здание Нового дворца — Palazzo Nuovo, в котором сейчас разместилась городская библиотека Biblioteka Civica.
- Палаццо делла Раджоне (итал. Palazzo della Ragione) несёт внешние следы венецианского владычества; они выражены не только характерными чертами архитектуры, но и рельефным изображением крылатого льва св. Марка. Первый городской дворец, построенный на этом месте после победы при Леньяно в 1176 году, сгорел в XIII веке. Более позднее здание было в 1513 году разрушено испанцами.  В 1538—1554 годах дворец был восстановлен под руководством Пьетро де Изабелло[12]. С 1385 года в зал на втором этаже, украшенный фресками XIV—XV веков, можно подняться по наружной лестнице, перекрытой навесной крышей. Среди фресок находится фреска «Три философа» работы Браманте.
- Торре чивика (итал. Torre civica) или Кампаноне (итал. Campanone) — городская башня высотой 54 м. Первоначально принадлежала фамилии гибеллинов Суарди и служила оборонительным целям вплоть до XII века. В середине XII века фамилия Висконти перестроила башню в часовую башню. Повешенный на ней в 1565 году колокол был сигнальным. В частности, с его помощью подавался сигнал о наступлении ночного времени, когда горожанам запрещалось выходить на улицу.
- Палаццо Нуово (итал. Palazzo Nuovo). Здание построено между 1590 и 1611 годами архитектором Винченцо Скамози, взявшим в качестве образца здание Старой библиотеки, построенной Сансаовино. В период 1648—1873 годов здание использовалось в качестве ратуши и в 1927—1928 году как склад книг городской библиотеки. К числу наиболее ценных экземпляров относится первое издание «Божественной комедии» Данте 1402 года издания и рукописи XIV века.

### Piazza del Duomo (Соборная площадь)
- Базилика Санта-Мария-Маджоре — наиболее значительная из всех церквей города, но расположенная столь неудачно, что из-за окружающих зданий можно видеть лишь её отдельные фрагменты. Церковь строилась в несколько приёмов. Начал её строить магистр Фредо в 1137 году в романском стиле. В 1187 году церковь была освящена, а в 1210 году закончена. В 1340 году началась её перестройка в готическом стиле. Кампанилла была начата в XIII веке, но закончена только в 1591 году. Внутреннее убранство создавалось в XVI—XVIII веках. От фресок эпохи Треченто сохранились только фрагменты в поперечном нефе. В церкви можно видеть барочные интерьеры, гобелены Аллори и фрески Тьеполо. В храме покоится композитор Гаэтано Доницетти (1797—1848).
- Капелла Коллеони — мавзолей кондотьера Бартоломео Коллеони представляет собой наиболее легко обозримую постройку на этой площади. Капелла выстроена в 1472—1476 годах на стыке эпох поздней готики и раннего ренессанса. Здание пользуется популярностью у туристов, однако у людей, знакомых с архитектурой, вызывает скептическую оценку. Так, Муратов критиковал архитектуру капеллы за «безвылазную готичность в перегруженности и пестроте, от которой рябит в глазах». Здание является первой постройкой в стиле ломбардского раннего Ренессанса. Капелла построена архитектором и скульптором Джованни Антонио Амадео, который получил в 1472 году заказ от Коллеони на постройку поминальной капеллы для него самого и его семейства.
- Бергамский собор (Дуомо) — сравнительно поздняя постройка, вобравшая в себя элементы многих стилей и замыслы нескольких поколений архитекторов от Антонио Филарете до Карло Фонтана. Освящён в 1638 году во имя св. Александра Бергамского. В интерьере — работы Морони, Тьеполо, Юварры.

### Замок на скале (Рокка)
На скале, возвышающейся над городом, в римское время находился Капитолий с храмом Юпитера. В 1331 году Иоанн фон Люксембург (Богемский) заложил в этом месте замок, который был закончен при Аццоне Висконти, а позднее — расширен миланскими правителями и венецианцами. Круглая башня была возведена венецианцами в 1483 году. В дальнейшем строительство велось австрийцами около 1850 года. В настоящее время здесь разместился городской музей Освобождения и Сопротивления (итал. Museo Civico del Risorgimento e della Resistenza), в котором хранятся документы XIX и XX веков. Здесь же, на открытой площадке демонстрируются образцы вооружения и предметы, имеющие отношение ко Второй Мировой войне и сохранению памяти о в ней погибших.
- Многочисленные церкви, включая восьмигранный баптистерий XIV века и романскую церковь Сан-Микеле с образами Лоренцо Лотто.
- Дворцы и общественные здания: ратуша XII века (перестроена в период Возрождения), палаццо Нуово (проект Скамоцци), Дворец милосердия (отдан под музей Доницетти) и др.
- В нижнем городе расположена Академия Каррары — художественная школа и городская картинная галерея.

## Галерея

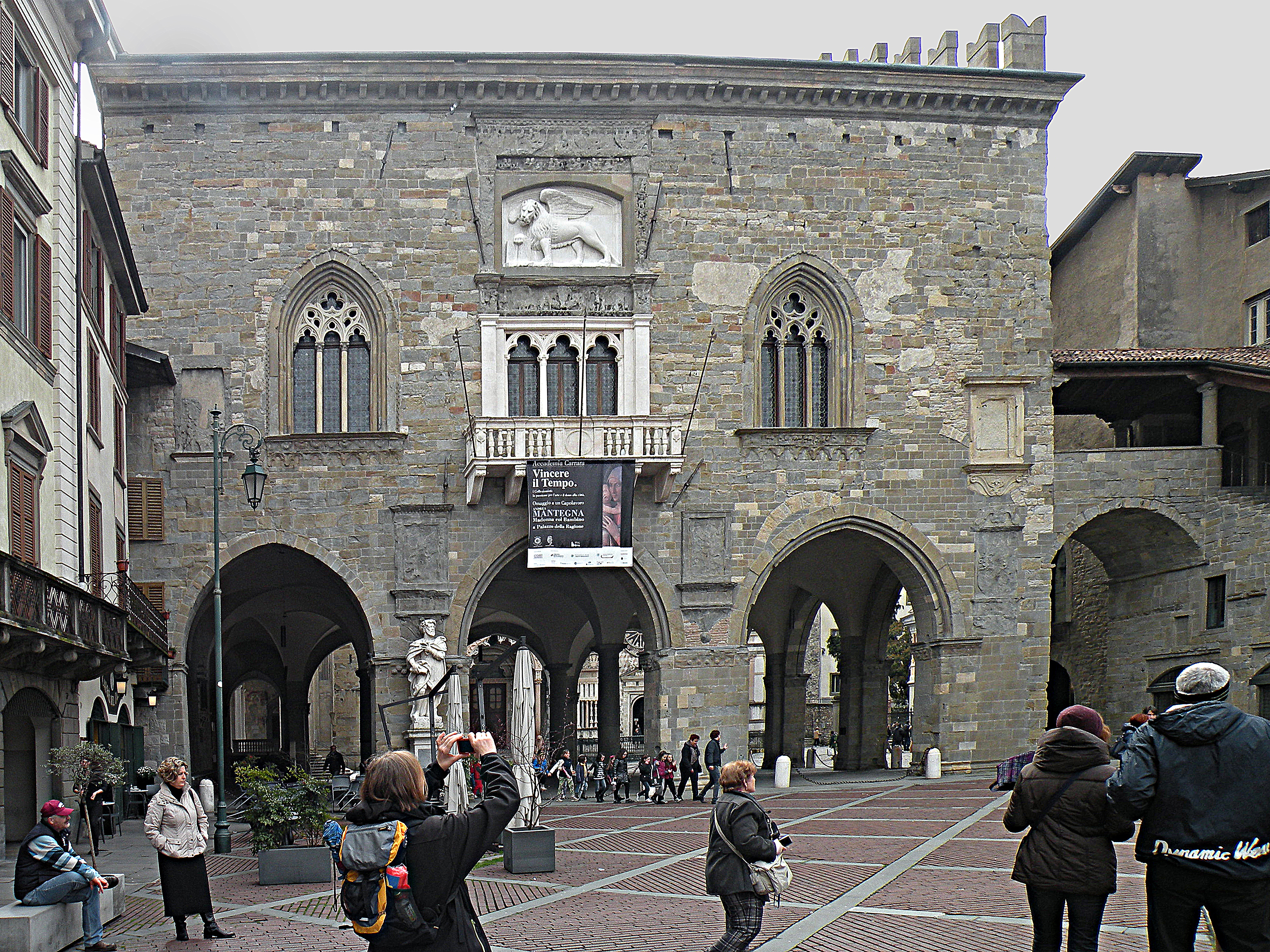
Городской дворец
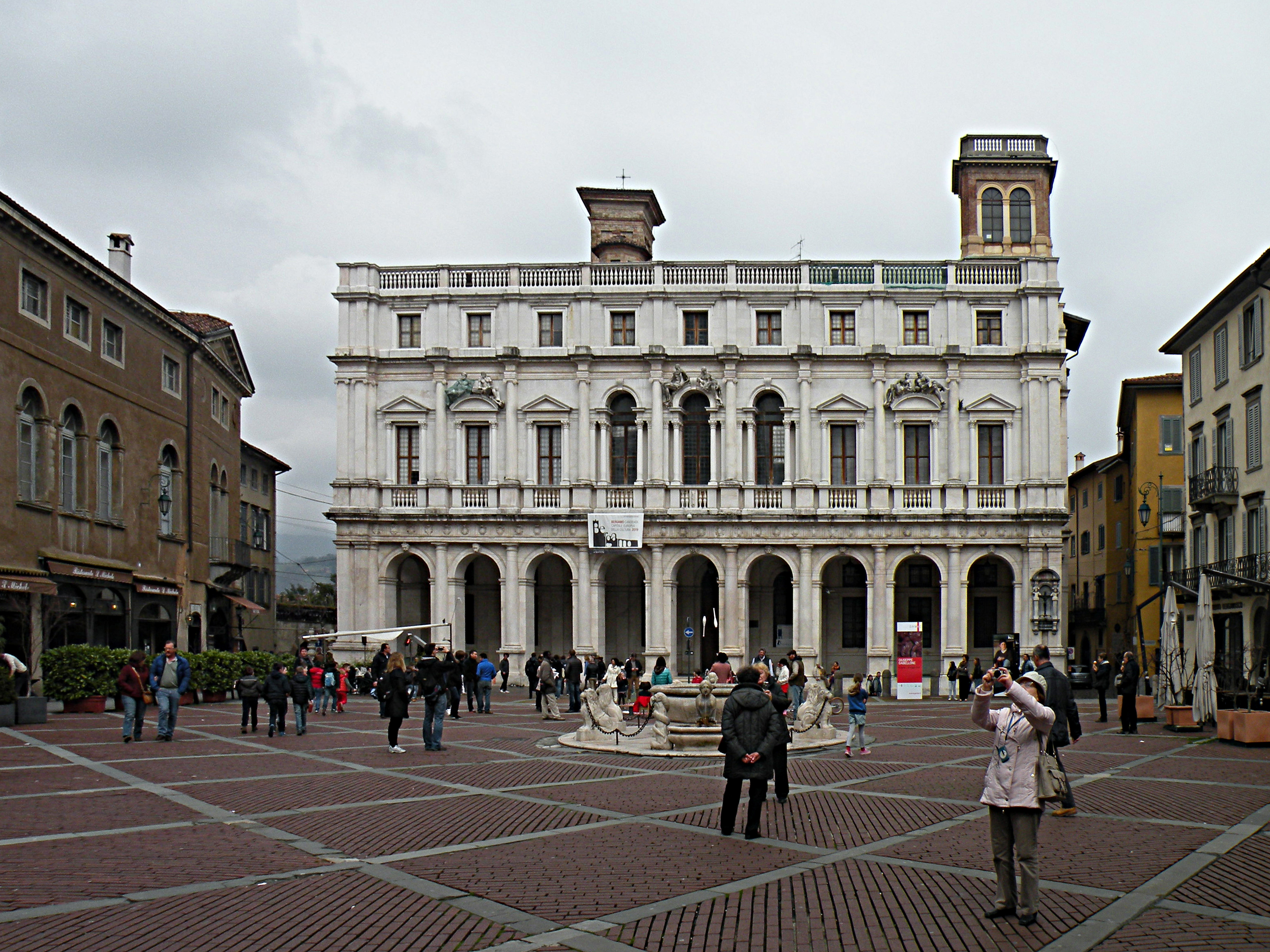
Городская библиотека
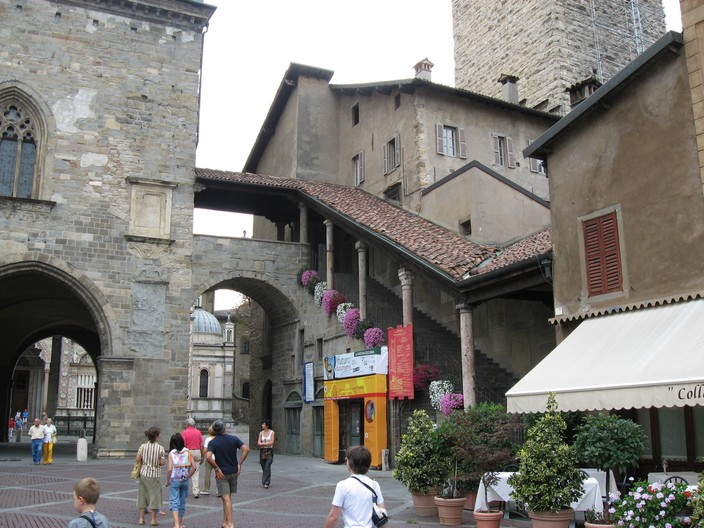
Крытая лестница
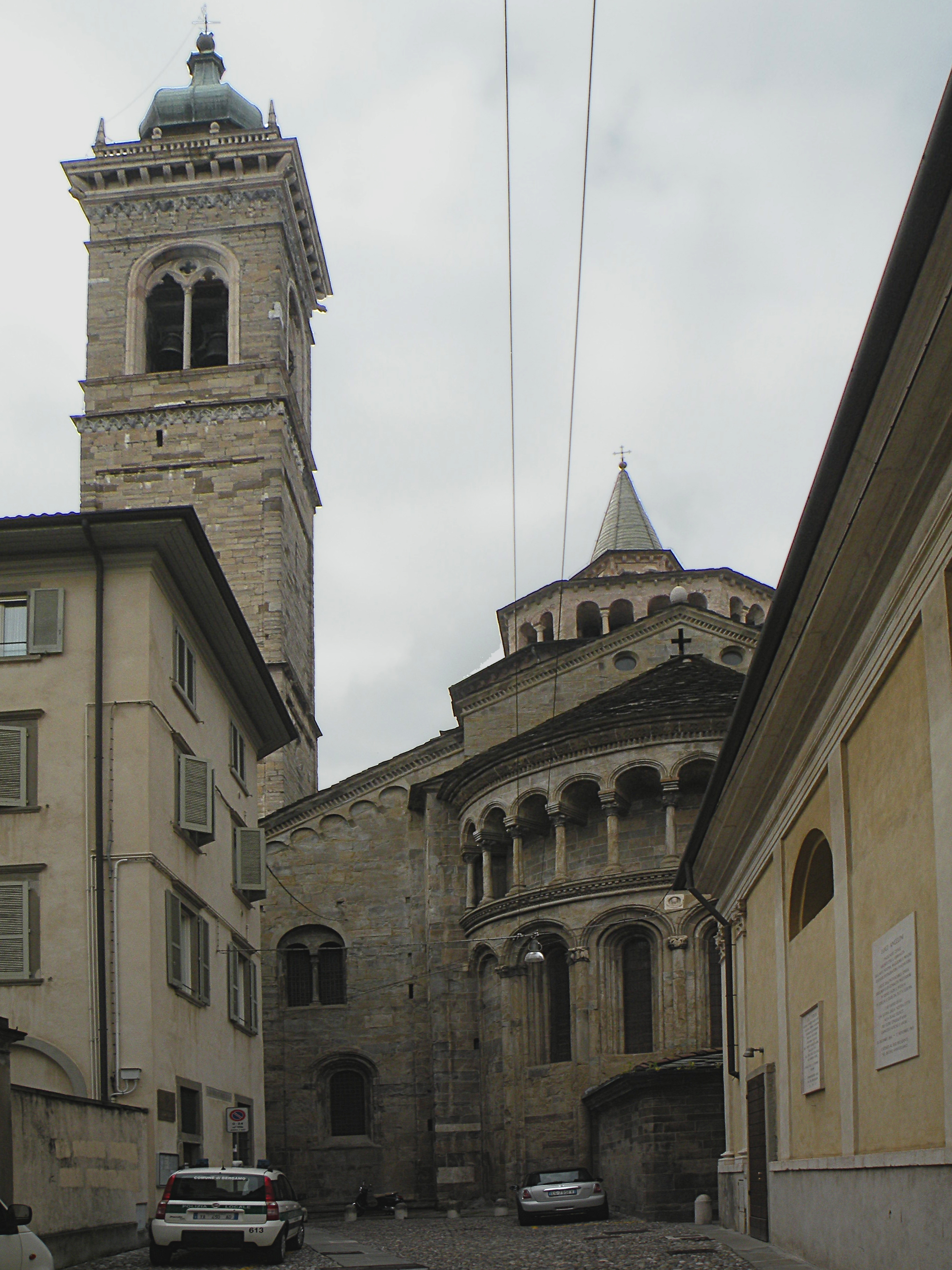
Церковь S.Maria Maggiore
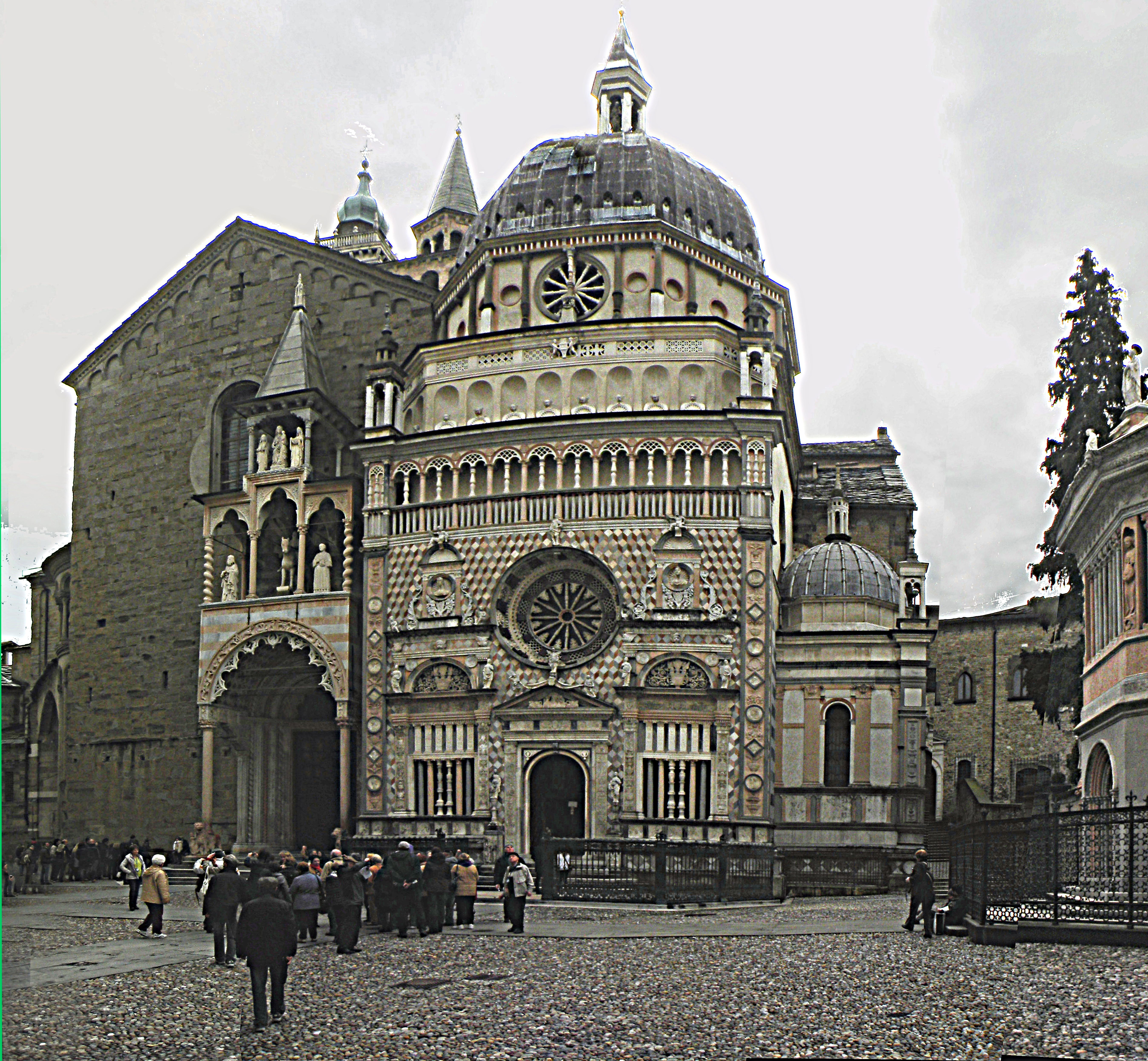
Капелла Коллеони
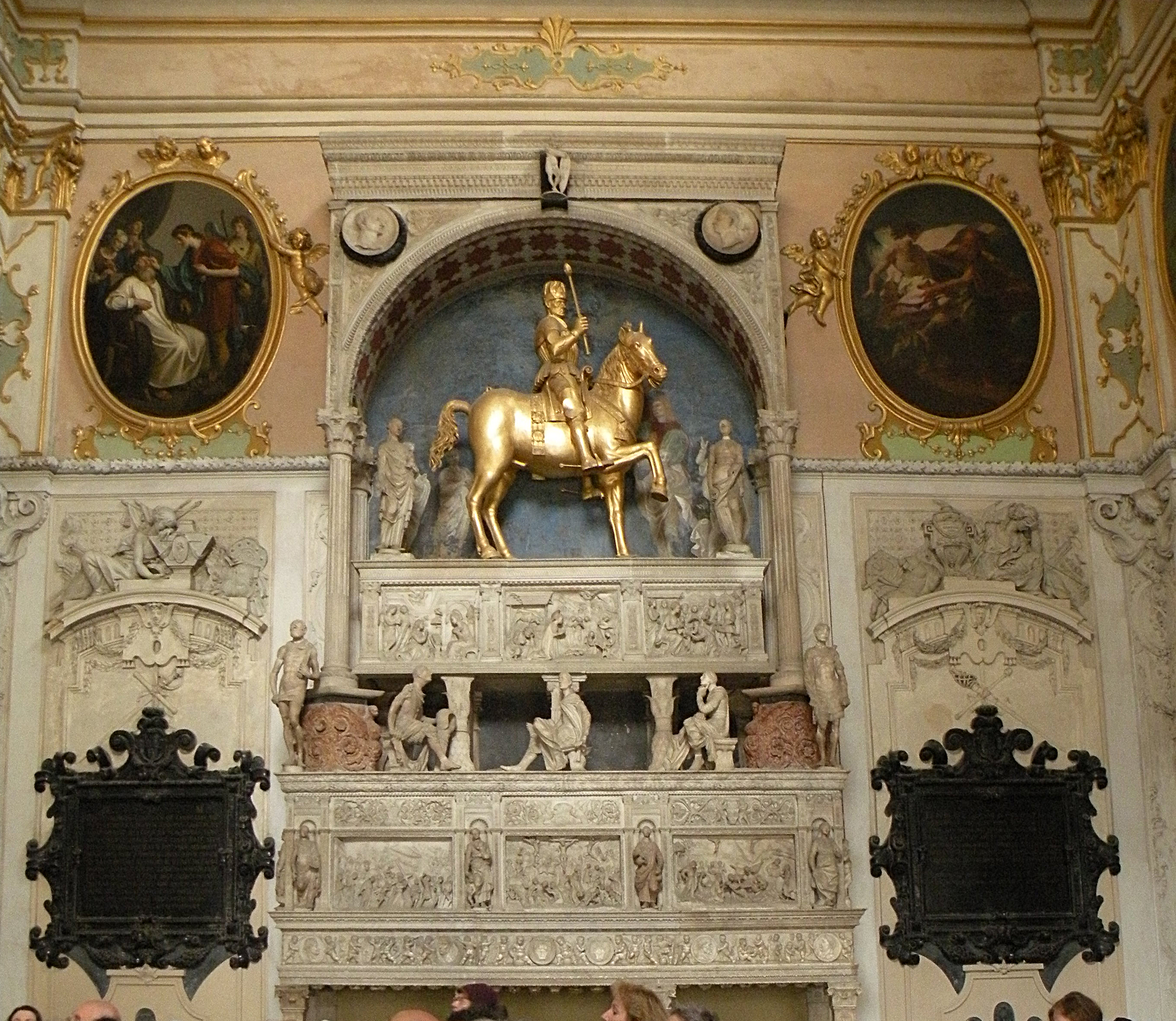
Саркофаг кондотьера
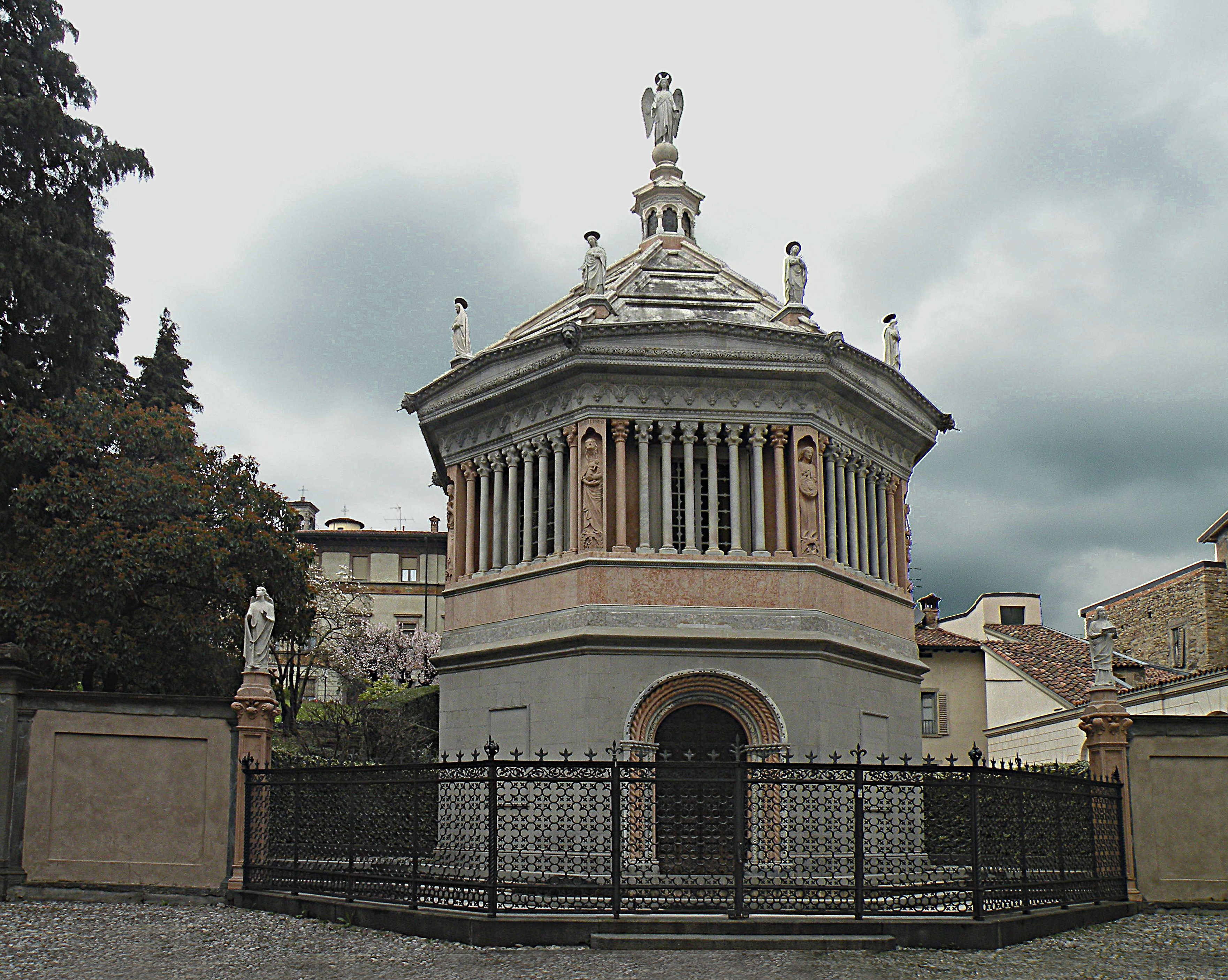
Баптистерий
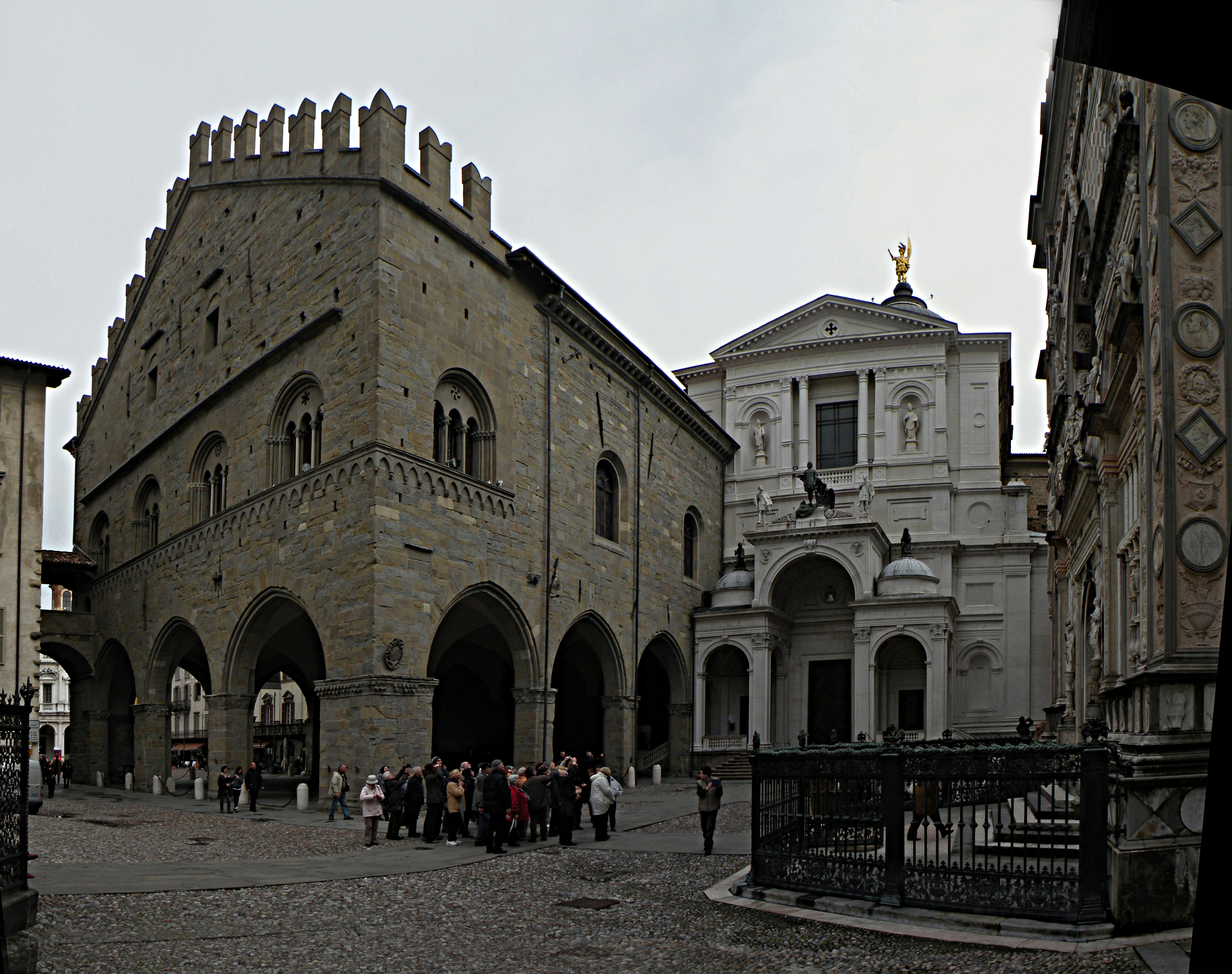
Портал собора
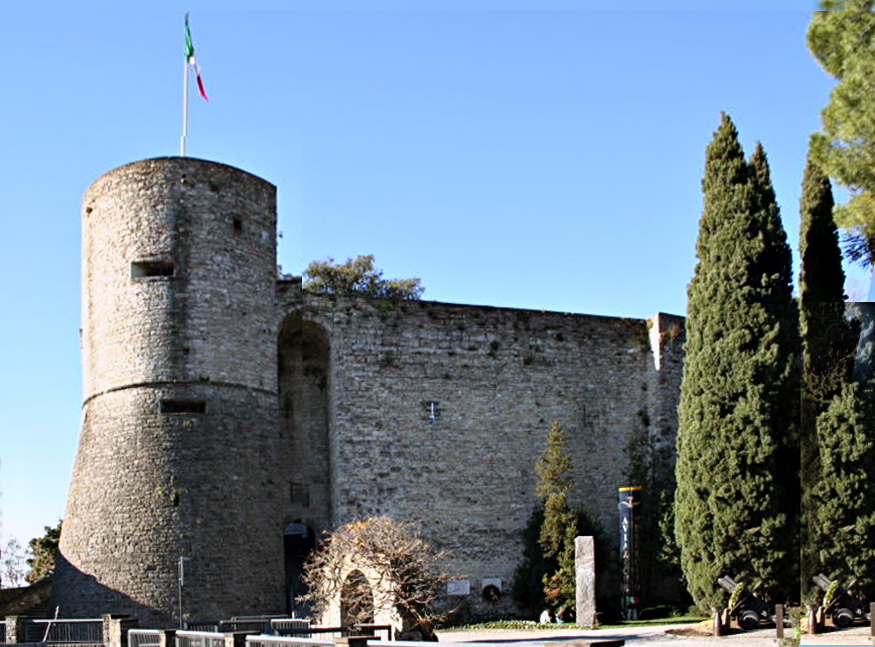
Круглая башня и крепостная стена
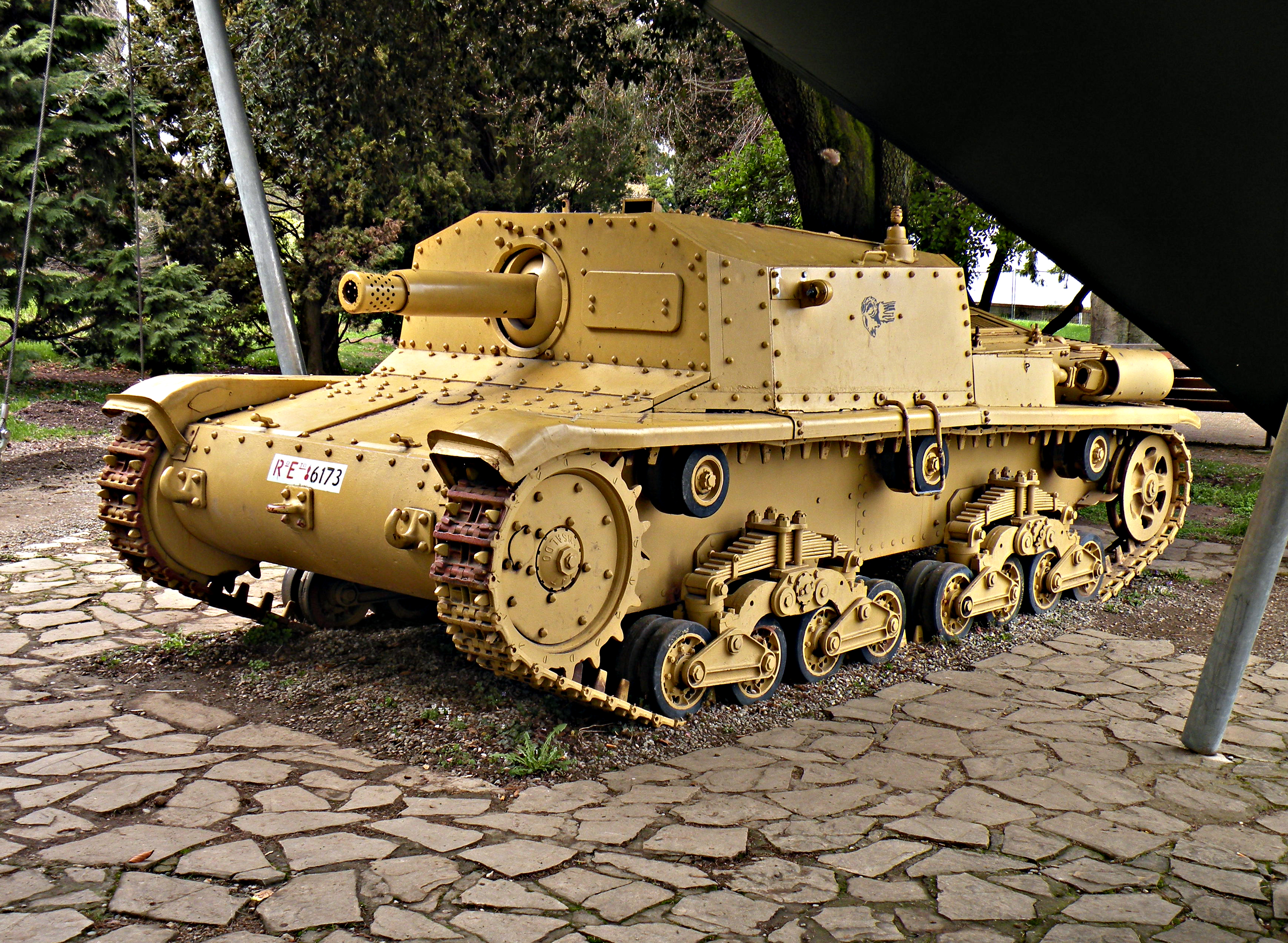
Самоходное орудие времён Африканской экспедиции
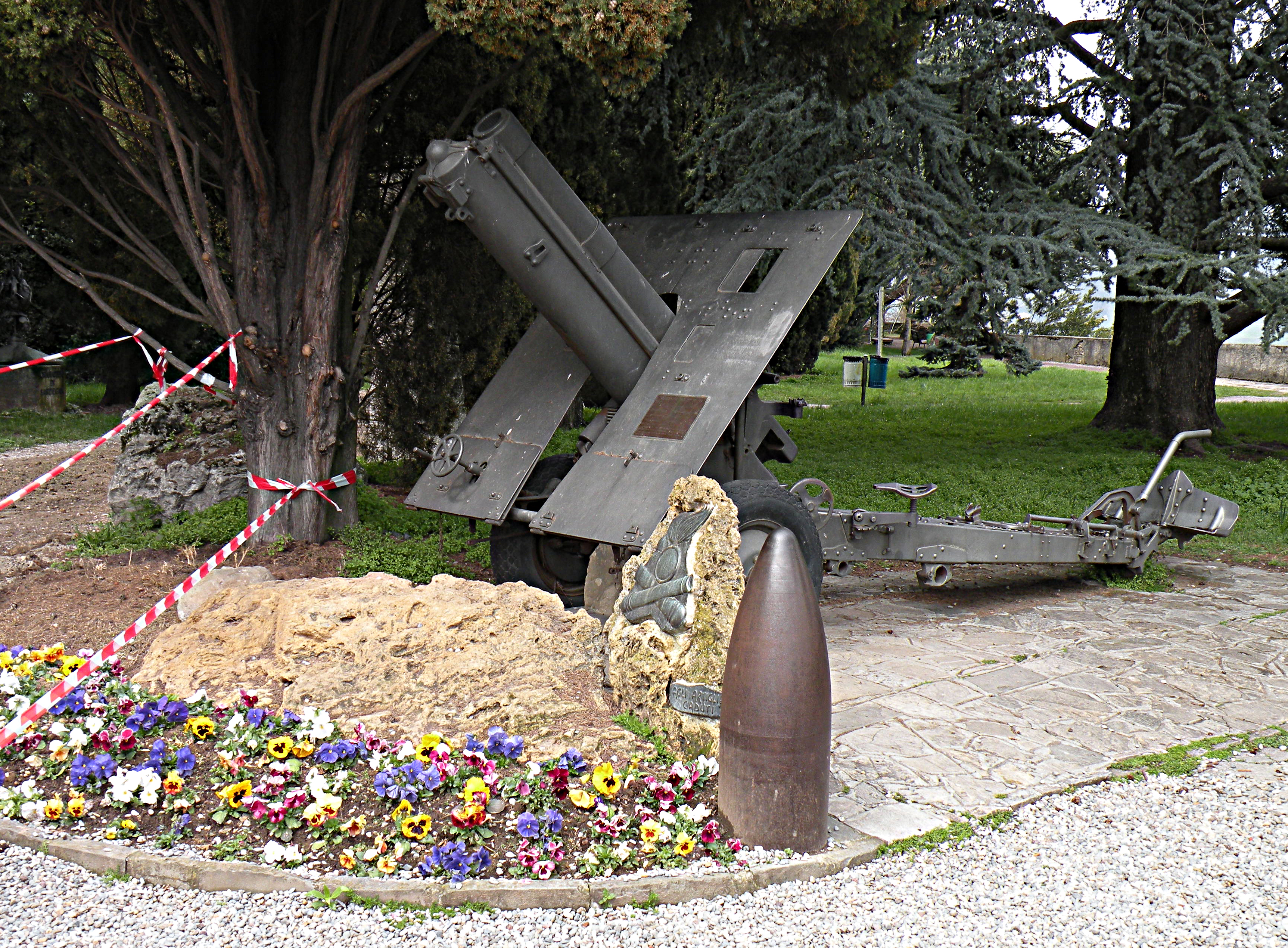
100-мм гаубица и снаряд крупного калибра
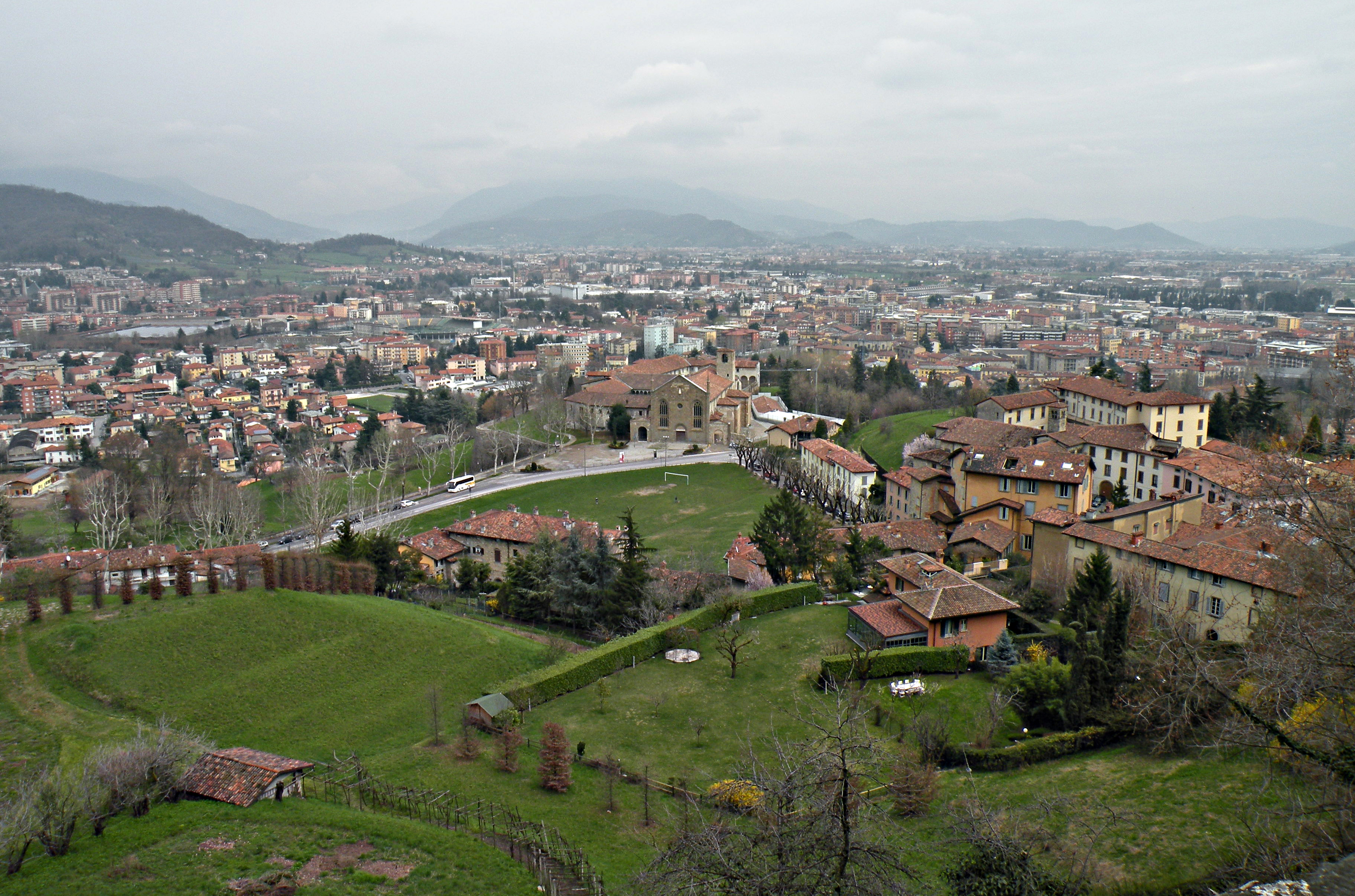
Вид на нижний (новый город)
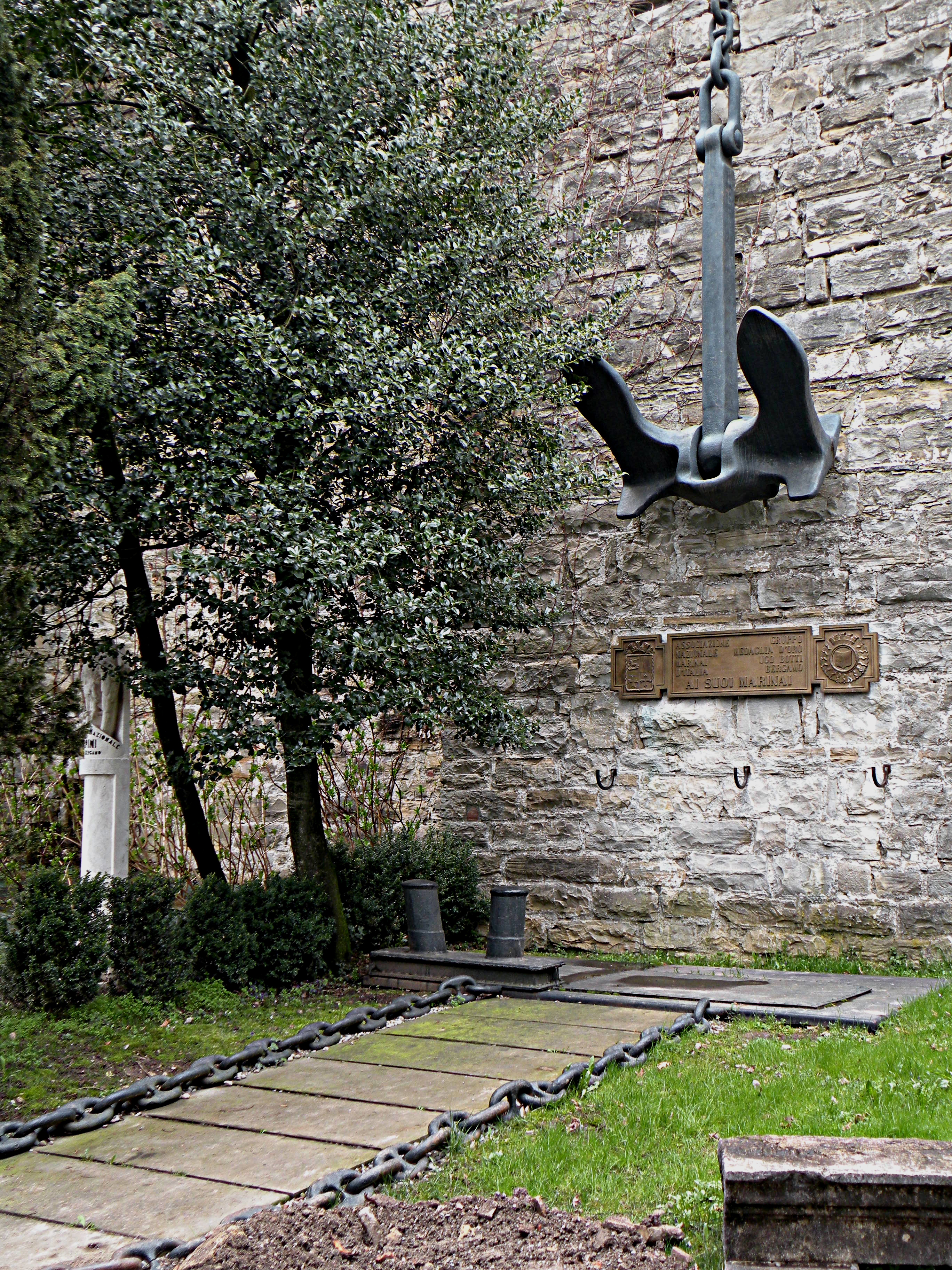
Якорь крупного военного корабля (Якорь Болдта)

## Образование
- Бергамский университет

## Транспорт
Рядом с Бергамо расположен аэропорт Orio Al Serio, используемый лоукост и чартерными авиакомпаниями, считается третьим аэропортом главного города северной части Италии — Милана, с которым связан автобусными рейсами. Также имеются автобусы из Аэропорта в Брешию и другие города

## Список литературы
1. Walter W. Skeat, Walter William Skeat. A Concise Etymological Dictionary of the English Language. — Cosimo, Inc., 2005. — С. 46. — 663 с.